# 大阪府立山本高等学校
大阪府立山本高等学校（おおさかふりつ やまもとこうとうがっこう）は、大阪府八尾市山本町北一丁目にある公立高等学校。

## 概要
全日制普通科を設置する。1923年に旧制高等女学校として設立され、学制改革で新制高等学校に改編された。学校の目標として、「古き良き伝統の継承と発展」を掲げている。通称「山高」（やまこう）。
式典などで着用する制服（標準服）は創立時以来の伝統がある（着用は自由）。

## 沿革
1927年4月、大阪府立としては13番目の高等女学校、大阪府立第十三高等女学校として大阪市天王寺区北山町、大阪府女子師範学校附属小学校の元校舎を仮校舎として創立した。
1927年9月、校地が中河内郡八尾町大字山本（現在地）に決定し、大阪府立八尾高等女学校に改称した。校舎建設工事を経て、1929年より現在地に移転して教育活動を開始している。
1948年には、学制改革により、新制高等学校の大阪府立山本高等学校となった。大阪府立八尾中学校（現在の大阪府立八尾高等学校）と職員・生徒の交流を実施し、男女共学となった。

### 年表
- 1927年4月 - 大阪府立第十三高等女学校として、大阪市天王寺区で創立。
- 1927年9月 - 校地決定、大阪府立八尾高等女学校に改称。
- 1929年4月 - 校舎完成により移転
- 1948年 - 学制改革により新制高校の大阪府立山本高等学校となる。
- 1998年 - 同窓会館が完成（1階は在校生向けクラブハウス）
- 2000年 - 新校舎竣工

## 出身者
- 矢野絢也 - 元公明党最高顧問。政治評論家
- 池内宏行 - 景観照明プロデューサー
- 辻井昭雄 - 近畿日本鉄道株式会社相談役
- 西津昌廣 - ヤマト住建代表取締役会長
- 佐藤佐吉 - 脚本家。監督。俳優
- 森山公一 - ロック・ミュージシャン（オセロケッツ）
- 悠浦あやと - 元OSK日本歌劇団男役スター
- ストロング小林佑樹 - プロボクサー（WBO世界ボクシング機構アジア太平洋バンタム級チャンピオン）
- 杉原正康 - 空手家。白蓮会館館長。少林寺拳法6段（准範士）
- 西口直人 - プロ野球選手（東北楽天ゴールデンイーグルス）
- 秦澄美鈴 - 陸上競技選手（走幅跳）

## 関係者
- 三上章 - 言語学者。元同校教員（在職1948年-1961年）